# Phyllonorycter fagifolia
Phyllonorycter fagifolia là một loài bướm đêm thuộc họ Gracillariidae. Nó được tìm thấy ở Nhật Bản (Hokkaidō, Kyūshū).
Sải cánh dài 5.5-6.5 mm.
Ấu trùng ăn Fagus crenata. Chúng ăn lá nơi chúng làm tổ.